# Batalla de Cañada Tarija
La batalla de Cañada Tarija de la Guerra del Chaco entre Bolivia y el Paraguay, se libró entre el 20 y el 27 de marzo de 1934. Una División paraguaya cercó y aniquiló rápidamente a un regimiento de la 9.ª División boliviana interceptando sus comunicaciones radiotelegráficas, de ahí el nombre de Batalla de los criptógrafos como también se la conoce.

## Antecedentes
En los primeros días de febrero de 1934 comenzó a formarse en Carandaytý la nueva 9.ª División boliviana al mando del coronel Francisco Peña que había dirigido las operaciones en Boquerón. Su misión era defender la zona de Picuiba sin comprometerse a fondo, realizando operaciones de contención para dar tiempo a que otras fuerzas se sumaran a la defensa. Peña desplazó a los regimientos RI-16 y RI-18 hacia esa zona. El RI-18 Montes ―con 1500 hombres al mando del teniente coronel Bavía― avanzó de Picuiba hasta Garrapatal rumbo a Cañada Tarija. Al enterarse, el general Estigarribia supuso que estas fuerzas construirían un camino desde ese punto con dirección sur o suroeste que podía afectar sus operaciones frente al fortín Ballivián y decidió atacarlas para atraer fuerzas bolivianas a esa zona.

## Un comando demasiado lejos
El 20 de marzo, la 6.ª División paraguaya, al mando del teniente coronel Federico W. Smith, interceptó en Cañada Tarija al RI-18 Montes. Sin embargo, frente a esta situación, el coronel Peña no se movió de su puesto de mando en la placentera Carandaytý, fuera del desierto y a 250 kilómetros de sus tropas. Adicionalmente, el alto mando no le informó a Peña que las fuerzas que lo atacaban pertenecían al Segundo Cuerpo paraguayo, al mando del activo y peligroso coronel Franco. El mayor boliviano Juan Belmonte, jefe de Estado Mayor de la 9.ª División, ubicado a medio camino, en Picuiba, fue el encargado de actuar de enlace entre las fuerzas operativas y el lejano comandante. Esto lo obligó al uso intensivo de los medios radiotelegráficos que eran interceptados y descifrados por la Oficina de Informaciones Técnicas, a cargo de oficiales de la marina paraguaya, permitiendo anticipar sus movimientos. Por esta razón esta batalla se conoce también como Batalla de los Criptógrafos.

## La batalla
El día 25 de marzo de 1934, el teniente coronel Smith comenzó la presión sobre las fuerzas de Bavía. A las 08:15 horas del día 26, este informaba a Peña que había rechazado varios ataques durante la noche anterior pero usando un solo batallón y que los otros dos permanecían escalonados como reserva. Prometía enviar patrullas hacia el noreste y la retaguardia enemiga. Ese mismo día, dos horas después, el coronel Peña le contestaba que cuidara sus flancos y que le parecía mejor realizar el ataque a la retaguardia enemiga. El desconocimiento de ambos comandantes bolivianos sobre la importancia de las fuerzas enemigas que los estaban atacando fue notable. A las 22:00 horas Bavía transmitía a Peña que el ataque enemigo se había intensificado desde las 17:00 horas y que había enviado una patrulla a la retaguardia enemiga.
Por su parte, el teniente coronel Smith envió dos regimientos, RI-8 y RI-5, por la derecha e interceptó el camino detrás del RI-18 boliviano rodeando los dos batallones de reserva al mando de los mayores Vargas y Salinas. En esta operación se capturó todo el parque de municiones del regimiento.
El día 27 de marzo, a las 08:15 horas Bavia informó al coronel Peña que su situación era difícil, desconocía el paradero del tercer batallón, estaba incomunicado desde la noche del día anterior y pedía refuerzos y municiones. "Enemigo cuenta con stokes y artillería". Dos horas después la respuesta de Peña fue asombrosa por su ingenuidad: 

"Caso de continuar enemigo en su retaguardia debe abrirse sendita a la senda de penetración enemiga y cortar, a su vez, con una fuerte patrulla. No conviene quedar inactivos esperando ataque enemigo"
(Melgarejo, 1969, p. 270 vol. 1)

Belmonte trató de salvar a los batallones cercados con un tercer batallón pero, sin municiones, se retiró hacia Garrapatal.   El día 28 de marzo, desde ese lugar solicitó la presencia de Peña debido a problemas en las comunicaciones pero este le contestó que el regimiento de Bavía ya había caído en poder del enemigo.
El regimiento boliviano fue rodeado y tuvo que rendirse. Perdió más de 1000 hombres entre muertos, prisioneros, heridos y extraviados, y todo su armamento. Su comandante, Ángel Bavía, intentó suicidarse y fue llevado en grave estado al campamento paraguayo, donde falleció el 5 de abril de 1934.
El 28 de marzo de 1934, las fuerzas paraguayas ocuparon Garrapatal y establecieron posiciones defensivas más allá del fortín. El último parte del coronel Peña descifrado por el servicio de escucha paraguayo, decía:

"De Carandayty. N.º 319. Pls, XX. 29-III-34. 19:50 horas. Para mayor Belmonte. Picuiba. Cifrado 19/221. Avise donde encuéntrase Destacamento Pinto. Indique [qué] fracciones salieron [del cerco]. Deben abandonar Garrapatal y replegarse".
Coronel Peña al mayor Belmonte (Melgarejo, 1969, p. 274 vol. 1)

## Consecuencias
"El contratiempo sufrido por nuestras armas en la acción de Cañada Tarija ha conmovido profundamente a la opinión pública, no tanto por la trascendencia militar que aquella acción pudiera haber tenido, sino más bien porque viene a ser una demostración más de que los resortes de la defensa militar de Bolivia no se hallan aún completamente ajustados al mecanismo de la guerra"
Informe boliviano (Vittone, 1988, p. 489 vol. 2)

El ejército paraguayo se apoderó de los nuevos códigos del ejército boliviano y de importantes mapas donde figuraban todos los caminos en la zona central del Chaco relevados por la aviación boliviana. Así pudo descubrir el camino de 250 km que unía Campo Jurado con Villamontes ordenándose al Primer Cuerpo de Ejército su inmediato reconocimiento. Una importante información dada por los prisioneros fue que al norte de Garrapatal y hasta Carandayty, al noroeste, no existían pozos de agua, lo que limitaba seriamente la posibilidad de acciones militares a gran escala en esa árida zona chaqueña. Sin embargo, tanto Franco como Estigarribia tomaron debida nota de esta circunstancia pensando en las posibilidades que en el futuro podía ofrecer ese desierto para realizar acciones sorpresivas.